# Atrophaneura impediens
Byasa impediens là một loài bướm ngày thuộc họ Papilionidae. Loài này phân bố ở Đài Loan.
Sải cánh dài 10–11 cm. Cánh màu đen và có các đốm hồng sáng lớn. Phía dưới cánh giống phía trên. Thân có màu đen một phần với phía dưới có lông đỏ. Ấu trùng ăn loài Aristolochia. 

## Phân loài
Loài này có các phân loài sau: